# Lovaspóló az 1900. évi nyári olimpiai játékokon
Az 1900. évi nyári olimpiai játékokon a lovaspólóban május 28-án, 31-én és június 2-án tartottak fordulókat az öt csapat részére. A Nemzetközi Olimpiai Bizottság nem ismeri el hivatalos olimpiai programként.

## Éremtáblázat
(Az egyes számoszlopok legmagasabb értéke, vagy értékei vastagítással kiemelve.)
| Az 1900. évi nyári olimpiai játékok éremtáblázata lovaspólóban | Az 1900. évi nyári olimpiai játékok éremtáblázata lovaspólóban | Az 1900. évi nyári olimpiai játékok éremtáblázata lovaspólóban | Az 1900. évi nyári olimpiai játékok éremtáblázata lovaspólóban | Az 1900. évi nyári olimpiai játékok éremtáblázata lovaspólóban | Olimpia  |
| -------------------------------------------------------------- | -------------------------------------------------------------- | -------------------------------------------------------------- | -------------------------------------------------------------- | -------------------------------------------------------------- | -------- |
|                                                                | Ország                                                         | Arany                                                          | Ezüst                                                          | Bronz                                                          | Összesen |
| 1.                                                             | Nemzetközi Csapat (ZZX)                                        | 1                                                              | 1                                                              | 1                                                              | 3        |
|                                                                |                                                                |                                                                |                                                                |                                                                |          |
| 2.                                                             | Mexikó (MEX)                                                   | 0                                                              | 0                                                              | 1                                                              | 1        |
|                                                                |                                                                |                                                                |                                                                |                                                                |          |
| Összesen                                                       | Összesen                                                       | 1                                                              | 2                                                              | 0                                                              | 3        |

## Érmesek
| Az 1900. évi nyári olimpiai játékok érmesei lovaspólóban                                                                                         | Az 1900. évi nyári olimpiai játékok érmesei lovaspólóban                                         | Az 1900. évi nyári olimpiai játékok érmesei lovaspólóban                                                                          | Az 1900. évi nyári olimpiai játékok érmesei lovaspólóban                                                                             |
| --- | ------------------------------------------------------------------------------------------------ | --- | --- |
| Arany | Ezüst                                                                                            | Bronz | Bronz |
| Nemzetközi Csapat (ZZX) (Foxhunters Hurlingham)                                                                                                  | Nemzetközi Csapat (ZZX) (BLO Polo Club Rugby)                                                    | Nemzetközi Csapat (ZZX) (Bagatelle Polo Club de Paris)                                                                            | Mexikó (MEX) |
| John Beresford (GBR) · Denis St. George Daly (GBR) · Foxhall Parker Keene (USA) · Frank MacKey (USA) · Sir Alfred Rawlinson, 3rd Baronet (GBR) · | Walter Buckmaster (GBR) · Frederick Freake (GBR) · Jean de Madre (GBR) · Walter McCreery (USA) · | Robert Fournier-Sarlovèze (FRA) · Frederick Agnew Gill (GBR) · Maurice Raoul-Duval (FRA) · Edouard Alphonse de Rothschild (FRA) · | Eustaquio de Escandón y Barrón Manuel de Escandón y Barrón, Marquis of Villavieja Pablo de Escandón y Barrón Guillermo Hayden Wright |

## Eredmények

### 1. forduló
| 1900. május 28. |  | Nemzetközi Csapat (ZZX) · Foxhunters Hurlingham | 10 – 0 | Franciaország · Compiègne Polo Club |  |  |
| 1900. május 28. |  |                                                 |        |                                     |  |  |

### Elődöntők
| 1900. május 31. |  | Nemzetközi Csapat (ZZX) · Foxhunters Hurlingham | 6 – 4 | Nemzetközi Csapat · Bagatelle Polo Club |  |  |
| 1900. május 31. |  |                                                 |       |                                         |  |  |

| 1900. május 31. |  | Nemzetközi Csapat (ZZX) · BLO Polo Club Rugby | 8 – 0 | Mexikó |  |  |
| 1900. május 31. |  |                                               |       |        |  |  |

### Döntő
| 1900. június 2. |  | Nemzetközi Csapat (ZZX) · Foxhunters Hurlingham | 3 – 1 | Nemzetközi Csapat · BLO Polo Club Rugby |  |  |
| 1900. június 2. |  |                                                 |       |                                         |  |  |